# バーンティ郡
座標: 北緯18度39分6秒 東経99度7分30秒 / 北緯18.65167度 東経99.12500度
バーンティ郡（バーンティぐん）はタイ北部・ラムプーン県にある郡（アムプー）である。

## 名称
バーン・ティとは「ティ村」を意味する。このティとは郡内を流れるティ川のことであるが、この「ティ」の意味はよくわかっていない。

## 歴史
歴史は古く、ワット・プーラーンには14世紀、15世紀頃に建てられたと見られる遺構があり、またタムボン・バーンティのバーン・シードーンチャイには仏塔の遺跡がある。また、城壁の跡もある。
1990年4月1日バーンティはムアンラムプーン郡から2のタムボンが分離して分郡（キンアムプー）として成立した。1995年9月7日、分郡は郡（アムプー）へ昇格した。

## 地理
郡はティ川の形成した平地にある。郡内にはメー・タクライ国立公園がある。
交通は、国道1147号線が北東から南西に通っており、北東にサンカムペーン方面、南西にラムプーン方面と通じる。国道1189号線が北東に通っており、サーラピー方面と通じる。

## 経済
郡内の主な産業は農業であり、主な生産品は、リュウガン、コメ、タバコである。

## 行政区分
郡は2のタムボンに分かれ、さらにその下位に34の村（ムーバーン）がある。自治体（テーサバーン）があり以下のようになっている。
- テーサバーンタムボン・バーンティ・・・タムボン・バーンティ全体

また郡内には1のタムボン行政体（オンカーンボーリハーンスワンタムボン）がある。
1. タムボン・バーンティ・・・ตำบลบ้านธิ
2. タムボン・フワイヤープ・・・ตำบลห้วยยาบ